# Paracorixa
Paracorixa är ett släkte av insekter. Paracorixa ingår i familjen buksimmare.
Släktet innehåller bara arten Paracorixa concinna.